# 대한민국 상법 제24조
대한민국 상법 제24조는 명의대여자의 책임에 대한 제1편 상법총칙 제4장 상호의 조문이다. 본 조는 1995년 12월 29일 법률 제5053호에 의해 일부 개정되어, 1996년 10월 1일부터 시행되었다.

## 조문
제24조 (명의대여자의 책임) 타인에게 자기의 성명 또는 상호를 사용하여 영업을 할 것을 허락한 자는 자기를 영업주로 오인하여 거래한 제3자에 대하여 그 타인과 연대하여 변제할 책임이 있다.

第24條 (名義貸與者의 責任) 他人에게 自己의 姓名 또는 商號를 使用하여 營業을 할 것을 許諾한 者는 自己를 營業主로 誤認하여 去來한 第3者에 對하여 그 他人과 連帶하여 辨濟할 責任이 있다.

## 취지
명의대여자가 아닌 명의차용자를 영업의 주체로 오인하고 거래한 그 신용·명의 등을 신뢰한 상대방(선의의 제3자)의 이익을 보호하는 데 목적이 있는 규정으로 명의대여자는 명의차용자가 영업거래를 수행하는 과정에서 부담하는 채무를 연대하여 변제할 책임을 부여하고 있다. 외관을 신뢰하여 거래한 제3자를 보호하는 독일법상의 외관이론(Rechtsscheintheorie) 및 영미법상의표시에 의한 금반언의 법리(principle of estoppel)을 반영한 조항이다.

## 사례

### 책임 긍정
- 면허를 대여한 자(명의대여자)를 영업의 주체로 오인한 하수급인에 대해서나 면허를 대여받은 자(명의차용자)를 대리 또는 대행한 자가 면허를 대여한 자의 명의로 하도급거래를 하였다.[3]
- 원고는 피고 명의로 사업자등록이 된 인터넷 가전제품 판매 사이트에서 가전제품을 주문하고, 그 대금을 피고 명의의 예금계좌로 송금하였으나, 대부분의 제품을 배송받지 못하였다. 피고는 제3자로 하여금 자신의 명의로 사업자등록을 하게 하고, 자신의 예금계좌를 대금 결제 수단으로 제공하였으며, 사이트에도 대표이사로 ‘피고 외 1명’이 표시되어 있었다. 이에 따라 원고는 피고를 영업주로 오인하여 거래를 하였다.[4]
- 갑은 약속어음을 발행하면서 주소를 ‘대한교육보험주식회사 부산지사’로 표시하고, 성명란에 개인 도장과 함께 ‘부산지사장’ 직인을 날인하였다. 또한 해당 회사는 갑에게 ‘부산지사’라는 상호를 사용하여 보험계약 체결을 알선하도록 허락하였고, 갑은 지사 사무실 비품 대금 조달을 위해 을에게 약속어음을 발행하였으며, 병이 이를 소지하게 되었다.[5]
- 피고는 ‘Y 정미소’라는 상호로 정미소를 경영하다가 이를 소외 J에게 임대하였고, J은 같은 상호를 계속 사용하며 정미소를 운영하였다. 그 기간 동안 원고는 J에게 쌀을 보관시키고, 이에 대한 보관전표를 발급받았다.(피고가 쌀을 보관한 사실이 없고, 보관전표도 피고가 발행한 것이 아님) 이때 원고가 ‘Y 정미소’라는 동일한 상호로 인해 피고를 실제 영업주로 오인하였다.[6]
- 피고 회사가 수급받은 공사를 소외 “갑”에게 하도급을 주어 그로 하여금 그 공사를 시행케 함에 있어 원도급인 기타 대외관계에 있어서는 “갑”을 피고 회사에서 파견한 현장소장인양 표시하여 행동케 함으로써 원고가 위 “갑”을 피고 회사의 현장대리인이라고 오인하고 그로부터 공사를 하수급하는 하도급계약을 체결하였다.[7]
- 피고회사가 공사를 수급하고 이를 L에게 하도급을 주었으며 L가 피고회사 출장소장이라는 명칭을 사용하고, 피고회사의 인장 일부도 사용하는 것을 피고가 용인하였으며, 대외적으로 피고의 명의로 공사를 시공하게 하였고 제3자인 원고는 이 외관을 신뢰하여 거래에 임했다.[8]
- 피고가 호텔을 경영하던 중, 직접 원고의 상점을 방문하여 “자신의 종업원에게 물품을 인도하면 대금은 자신이 지급하겠다”고 요청하면서 시작되었다. 이후 원고는 호텔뿐만 아니라 그 지하 나이트클럽에도 식료품을 공급하였다. 피고는 나이트클럽에 대해 본인 명의로 영업허가를 받아 잠시 직접 운영한 후, J·P 등에게 임대하였지만, 영업허가 명의는 그대로 유지한 채 타인에게 영업을 허락하였다. 그럼에도 피고는 원고에게 나이트클럽 운영주가 변경되었다는 사실을 알리지 않았고, 이에 따라 원고는 피고가 여전히 그 영업주라 믿고 식료품을 계속 공급하였다.[9]

### 책임 부정
- 영업주(상법 제4조 소정의 상인보다는 넓은 개념)가 자기의 상점, 전화, 창고등을 타인에게 사용하게 하였으나 그 타인과 원고와의 거래를 위하여 영업주의 상호를 사용한 사실이 없으면 영업주가 자기의 상호를 타인에게 묵시적으로 대여하여 원고가 그 타인을 영업주로 오인한 것이 아니다.[10]
- 타인간의 거래에 있어 단지 세무회계상의 필요로 자기의 납세번호증을 이용하게 하였다.[11]

## 판례

### 명의대여자의 손해배상책임
명의대여자가 업무수행을 함에 있어 고의 또는 과실로 다른 사람에게 손해를 끼쳤다면 명의대여자는 민법 제756조 사용자의 배상책임에 따라 배상할 책임이 있다. 하지만 거래 상대방이 명의대여사실을 알았거나 모른 데 대하여 중대한 과실이 있는 때에는 책임을 지지 않는다. 이 책임은 명의의 사용을 허락받은 자의 행위에 한하고 명의차용자의 피용자의 행위에 대해서까지 미치지 않는다.
불법행위의 경우에는 설령 피해자가 명의대여자를 영업주로 오인하고 있었더라도 그와 같은 오인과 피해의 발생 사이에 아무런 인과관계가 없으므로, 이 경우 신뢰관계를 이유로 명의대여자에게 책임을 지우지 않는다. 판례에서 명시적으로 밝히고 있지는 않지만, 상법 24조는 세법과 같은 공법 관계에서는 적용되지 않는 것으로 보인다.

### 명의대여자의 입증책임
거래의 상대방이 명의대여사실을 알았거나 모른 데 대한 중대한 과실이 있었는지 여부에 대하여는 면책을 주장하는 명의대여자들이 입증책임을 부담한다.

### 부진정연대 책임
명의대여자와 명의차용자의 책임은 동일한 경제적 목적을 가진 채무로서 서로 중첩되는 부분에 관하여 일방의 채무가 변제 등으로 소멸하면 타방의 채무도 소멸하는 이른바 부진정연대의 관계로 채무자 1인에 대한 이행청구 또는 채무자 1인이 행한 채무의 승인 등 소멸시효의 중단사유나 시효이익의 포기가 다른 채무자에게 효력을 미치지 아니한다

### 묵시적 명의대여
묵시적 명의대여자의 책임을 인정하기 위하여는 영업주가 자기의 성명 또는 상호를 타인이 사용하는 것을 알고 이를 저지하지 아니하거나 자기의 성명 또는 상호를 타인이 사용함을 묵인한 사실 및 제3자가 타인의 성명 또는 상호를 사용하는 자를 영업주로 오인하여 거래를 한 사실이 인정되어야 한다. 금반언의 법리 및 거래상의 외관보호(외관주의)의 법리에 따라 타인에게 명의를 대여하여 영업을 하게 한 경우 그 명의대여자가 상인이 아니거나, 명의차용자의 영업이 상행위가 아니라 하더라도 위 법리를 적용할 수 있다.

## 참고 문헌
- 이기수 최병규, 『상법총칙 상행위법(제7판)』, 박영사, 2010. ISBN 978-89-6454-504-1
- 정만조. "영업허가명의대여자의 책임 - 민사(대법원 1978.6.13 제1부 판결 78다 236 물품대금청구사건 - 참조조문 : 상법 제24조)." 사법행정 20.3 (1979): 58-61.
- 이용훈. "대리권수여의 표시(表示) - 민사(대법원 1978.6.27 선고 78다 864 - 참조조문 : 민법 제125조, 상법 제24조)." 사법행정 20.4 (1979): 60-63.

## 같이 보기
- 명의대여자
- 연대책임